# Bunta Ino
Bunta Ino (japanisch 井野 文太 Ino Bunta; * 12. September 2003 in der Präfektur Saitama) ist ein japanischer Fußballspieler.

## Karriere
Bunta Ino erlernte das Fußballspielen in der Schulmannschaft der Shohei High School. Seinen ersten Profivertrag unterschrieb er am 1. Februar 2022 bei Giravanz Kitakyūshū. Der Verein aus Kitakyūshū, einer Stadt in der Präfektur Fukuoka, spielte in der dritten japanischen Liga. Sein Drittligadebüt gab Bunta Ino am 30. Juli 2022 (19. Spieltag) im Heimspiel gegen Azul Claro Numazu. Bei dem 1:0-Erfolg wurde er in der 90.+1 Minute für Mitsunari Musaka eingewechselt. In seiner ersten Saison stand er fünfmal für Kitakyūshū auf dem Spielfeld.